# Semedang
Semedang is een bestuurslaag in het regentschap Natuna van de provincie Riau-archipel, Indonesië. Semedang telt 311 inwoners (volkstelling 2010).